# 安曇沓掛駅
安曇沓掛駅（あずみくつかけえき）は、長野県大町市常盤須沼にある、東日本旅客鉄道（JR東日本）大糸線の駅である。駅番号は「26」。

## 歴史
- 1915年（大正4年）11月2日：信濃鉄道の信濃松川駅 - 仏崎駅（現・廃止）間が開通し、常盤沓掛駅（ときわくつかけえき）として開業[1]。開業時は駅舎があり、業務委託駅であった[5]。
- 1916年（大正5年）9月18日：南松本駅を松本駅に統合して共同使用駅化し、同駅経由での旅客連絡運輸を開始[1]。
- 1926年（大正15年）1月8日：信濃鉄道が全線電化し、旅客列車を電車化[1]。
- 1937年（昭和12年）6月1日：信濃鉄道の国有化[4]。同時に安曇沓掛駅に改称[1]。
- 1957年（昭和32年）8月15日：中土駅 - 小滝駅間が開通して全線開通し、大糸線と改称[1]。
- 1987年（昭和62年）4月1日：国鉄分割民営化に伴い、東日本旅客鉄道（JR東日本）の駅となる[6]。

## 駅構造
単式ホーム1面1線を有する地上駅である。
信濃大町駅管理の無人駅である。

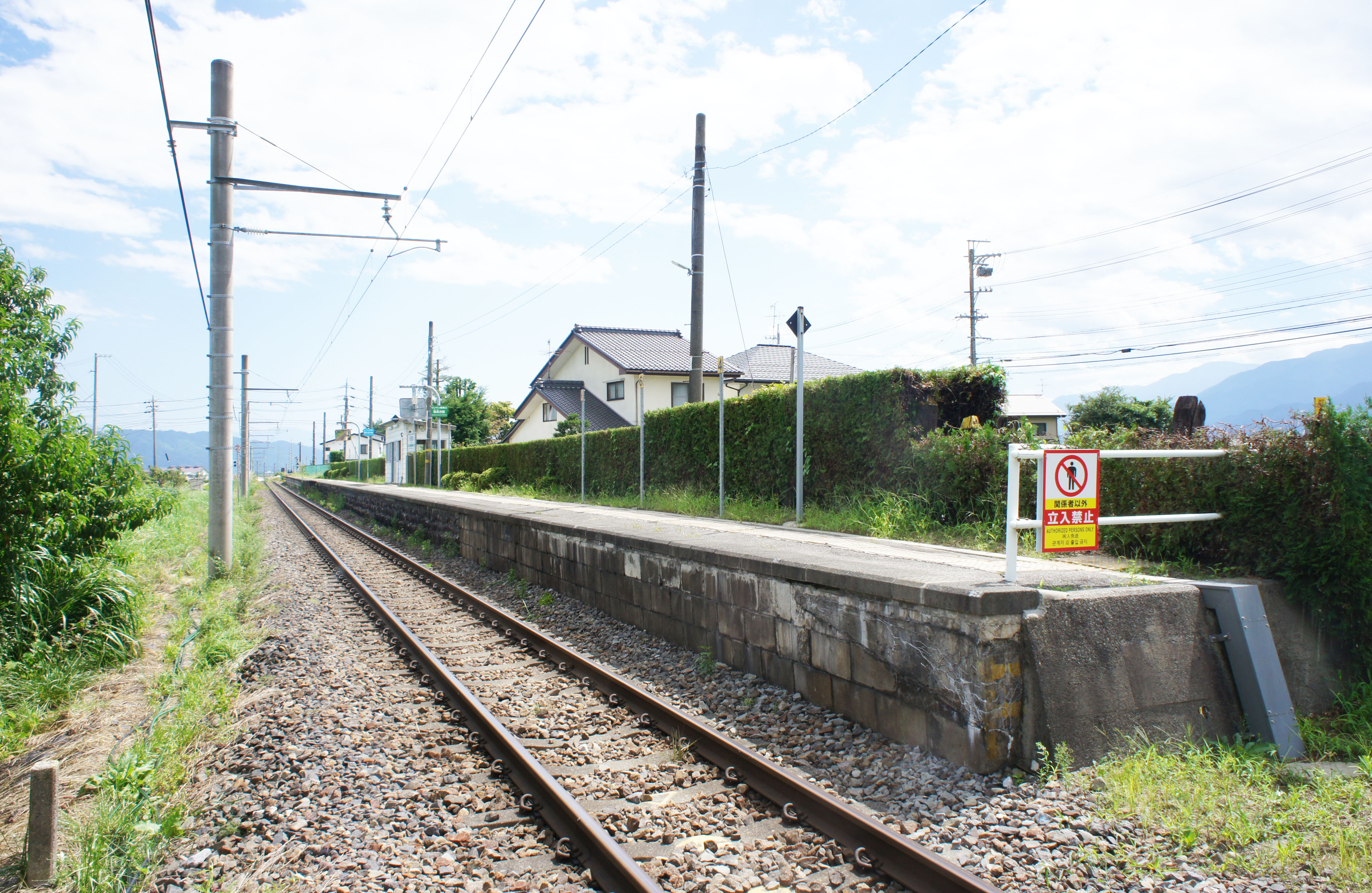
駅全景（2021年8月）
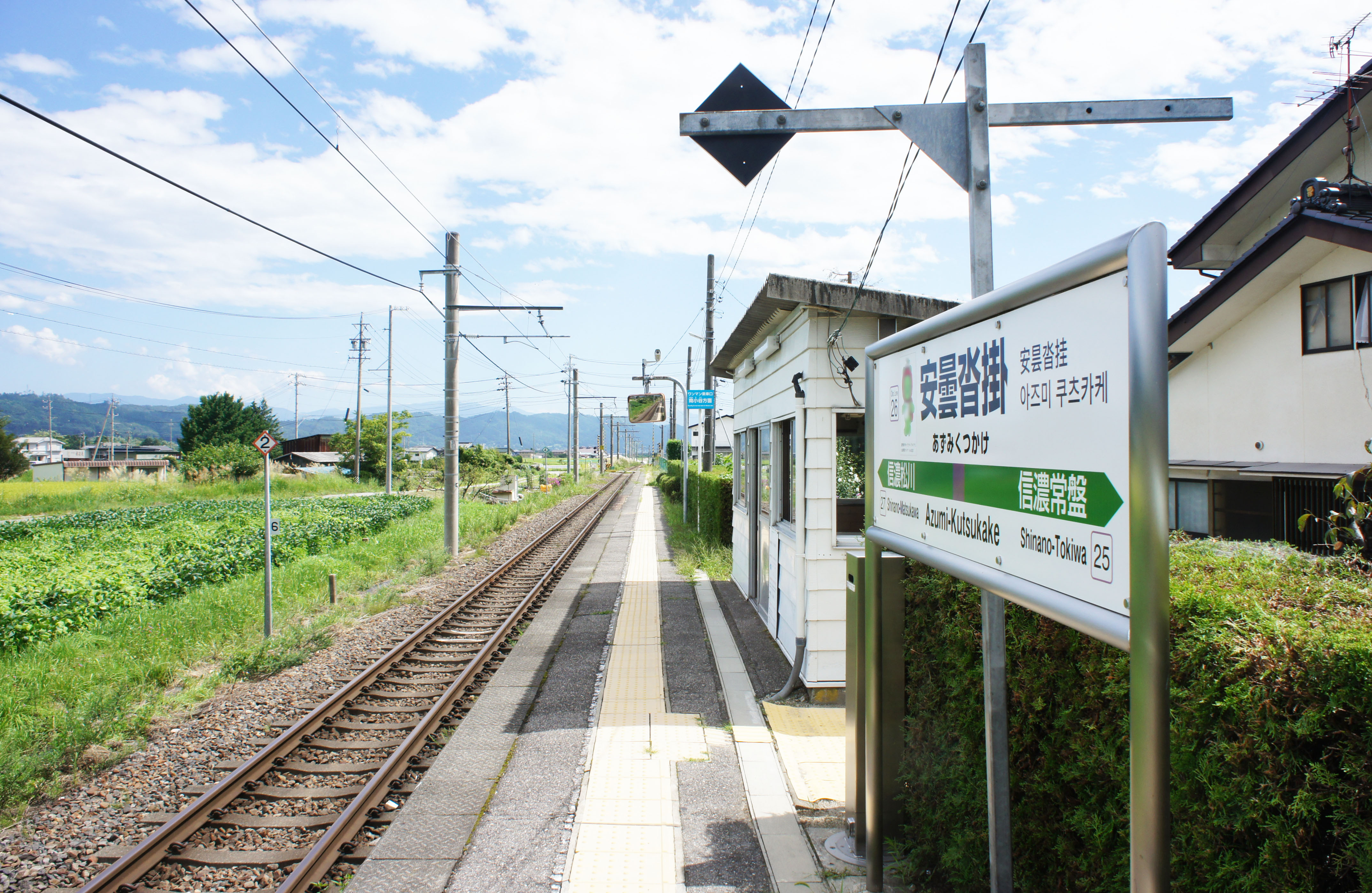
ホーム（2021年8月）

## 利用状況
「長野県統計書」によると、2007年度（平成19年度）、2009年度（平成21年度）- 2011年度（平成23年度）の1日平均乗車人員の推移は以下のとおりであった。
| 乗車人員推移       | 乗車人員推移     | 乗車人員推移 |
| 年度               | 1日平均 乗車人員 | 出典         |
| ------------------ | ---------------- | ------------ |
| 2007年（平成19年） | 117              | [ 2 ]        |
| 2009年（平成21年） | 115              | [ 2 ]        |
| 2010年（平成22年） | 118              | [ 7 ]        |
| 2011年（平成23年） | 113              | [ 8 ]        |

## 駅周辺
- 宮本橋 - 斜張橋[2]
- 高瀬川
- 北アルプスパノラマロード（県道306号）
- 国道147号
- 西山団地[2]
- オリンパスオプトテクノロジー大町事業所跡(閉鎖)[9]
- 大町市民バス「沓掛」停留所 - 常盤 西コース[10]
- 乳川
- 国営アルプスあづみの公園（大町・松川地区）- 約5 km

## 隣の駅
東日本旅客鉄道（JR東日本）
■大糸線
快速 
通過
普通
信濃松川駅 (27) - 安曇沓掛駅 (26) - 信濃常盤駅 (25)